# Atlético de Bilbao 1954-1955
Questa voce raccoglie le informazioni riguardanti l'Atlético de Bilbao nelle competizioni ufficiali della stagione 1954-55.

## Stagione
Come da politica societaria la squadra è composta interamente da giocatori nati in una delle sette province di Euskal Herria o cresciuti calcisticamente nel vivaio di società basche. Nella Primera División 1954-1955 la squadra basca si piazza al 3º posto. Vince invece la Coppa del Generalísimo. Dopo aver eliminato il Real Murcia al primo turno, l'Hércules nei quarti di finale e il Barcellona in semifinale, si aggiudica il torneo battendo in finale il Siviglia per 1 a 0 con rete di Ignacio Uribe al 70º minuto conquistando così il suo 18º titolo.

## Rosa
| N. |                   | Ruolo | Calciatore            |
| -- | ----------------- | ----- | --------------------- |
|    | Spagna (bandiera) | P     | Carmelo Cedrún        |
|    | Spagna (bandiera) | P     | Raimundo Pérez Lezama |
|    | Spagna (bandiera) | D     | José María Orúe       |
|    | Spagna (bandiera) | D     | Garay                 |
|    | Spagna (bandiera) | D     | Canito                |
|    | Spagna (bandiera) | D     | Manuel Etura          |
|    | Spagna (bandiera) | D     | Serafín Areta         |
|    | Spagna (bandiera) | C     | José María Maguregi   |
|    | Spagna (bandiera) | C     | Mauri                 |
|    | Spagna (bandiera) | C     | Federico Bilbao       |

| N. |                   | Ruolo | Calciatore        |
| -- | ----------------- | ----- | ----------------- |
|    | Spagna (bandiera) | C     | Manolín           |
|    | Spagna (bandiera) | C     | Ignacio Azkarate  |
|    | Spagna (bandiera) | A     | Zarra             |
|    | Spagna (bandiera) | A     | Venancio          |
|    | Spagna (bandiera) | A     | José Luis Panizo  |
|    | Spagna (bandiera) | A     | Ignacio Uribe     |
|    | Spagna (bandiera) | A     | Félix Markaida    |
|    | Spagna (bandiera) | A     | Eneko Arieta      |
|    | Spagna (bandiera) | A     | José Luis Artetxe |
|    | Spagna (bandiera) | A     | Agustín Gaínza    |

## Risultati

### Coppa del Generalissimo
| Murcia 17 aprile 1955 Ottavi di finale - andata | Athletic Bilbao | 0 – 1 | Real Murcia | Stadio di San Mamés |

| Bilbao 24 aprile 1955 Ottavi di finale - ritorno | Real Murcia | 0 – 2 | Athletic Bilbao |  |

| Bilbao 1º maggio 1955 Quarti di finale - andata | Athletic Bilbao | 5 – 1 | Hércules | Stadio di San Mamés |

| Alicante 8 maggio 1955 Quarti di finale - ritorno | Hércules | 3 – 5 | Athletic Bilbao |  |

| Arbitro: | Julián Arqué Martín |

|  |           |                        |
|  | Marcatori | 20’ Artetxe 32’ Gaínza |

| Arbitro: | Andrés Rivero Lecuona |

|                       |           |                 |
| Arieta 43’ Canito 50’ | Marcatori | 70’, 77’ Kubala |

| Arbitro: | Julián Arqué Martín |

|           |           |  |
| Uribe 70’ | Marcatori |  |

## Statistiche

### Statistiche dei giocatori
| Giocatore     | Primera División | Primera División | Coppa del Generalissimo | Coppa del Generalissimo | Totale   | Totale |
| Giocatore     | Presenze         | Reti             | Presenze                | Reti                    | Presenze | Reti   |
| ------------- | ---------------- | ---------------- | ----------------------- | ----------------------- | -------- | ------ |
| S. Areta      | 10               | 1                | 0+                      | 0+                      | 10+      | 1+     |
| E. Arieta (I) | 28               | 20               | 3+                      | 1+                      | 31+      | 21+    |
| J.L. Artetxe  | 25               | 16               | 3+                      | 1+                      | 28+      | 17+    |
| I. Azkarate   | 12               | 3                | 1+                      | 0+                      | 13+      | 3+     |
| F. Bilbao     | 13               | 5                | 0+                      | 0+                      | 13+      | 5+     |
| Carmelo       | 30               | -39              | 3+                      | -0+                     | 33+      | -39+   |
| Canito        | 29               | 0                | 2+                      | 1+                      | 31+      | 1+     |
| M. Etura      | 7                | 0                | 0+                      | 0+                      | 7+       | 0+     |
| A. Gaínza     | 20               | 9                | 3+                      | 1+                      | 23+      | 10+    |
| J. Garay      | 8                | 0                | 3+                      | 0+                      | 11+      | 0+     |
| R.P. Lezama   | 0                | -0               | -0                      | -0+                     | 0        | -0+    |
| J.M. Maguregi | 25               | 4                | 3+                      | 0+                      | 28+      | 4+     |
| Manolín       | 18               | 2                | 0+                      | 0+                      | 18+      | 2+     |
| F. Markaida   | 18               | 7                | 3+                      | 0+                      | 21+      | 7+     |
| Mauri         | 28               | 2                | 3+                      | 0+                      | 31+      | 2+     |
| J.M. Orué     | 30               | 0                | 3+                      | 0+                      | 33+      | 0+     |
| J.L. Panizo   | 1                | 0                | ?                       | 0+                      | 1+       | 0+     |
| I. Uribe      | 13               | 5                | 3+                      | 1+                      | 16+      | 6+     |
| Venancio      | 8                | 3                | 0+                      | 0+                      | 8+       | 3+     |
| T. Zarra      | 6                | 3                | 0                       | 0                       | 6        | 3      |